# Nariman Kurbanov
Nariman Khusanjanuly Kurbanov (em cazaque: Нариман Құсанжанұлы Құрбанов; Almaty, 6 de dezembro de 1997) é um ginasta artístico cazaque.

## Início da vida
Kurbanov começou a fazer ginástica quando tinha cinco anos em Almaty. Ele é treinado por seu pai, Khussaanzhan, desde 2004.

## Carreira
Kurbanov fez sua estreia internacional no Campeonato Mundial de 2017 e executou com sucesso uma nova habilidade no cavalo com alças que recebeu seu nome no Código de Pontos. Ele ficou em 54º lugar no cavalo com alças durante a rodada de qualificação. Em sua segunda competição internacional, a Copa do Mundo de Melbourne, Kurbanov ganhou uma medalha de ouro no cavalo com alças. Ele então ficou em sétimo lugar na Copa do Mundo de Baku. Na Copa do Mundo de Desafio de Koper, ele ganhou a medalha de prata atrás de Kōhei Kameyama. Ele representou o Cazaquistão nos Jogos Asiáticos de 2018, terminando em sexto no cavalo com alças e em sexto com a equipe do Cazaquistão. Então, no Campeonato Mundial em Doha, ele se classificou para a final do evento do cavalo com alças e ficou em quinto lugar.
Kurbanov competiu na Copa do Mundo de Baku de 2020 e terminou em quinto lugar no cavalo com alças na rodada de qualificação. No entanto, as finais do evento foram canceladas devido à pandemia de COVID-19. Ele voltou à competição em novembro de 2020 na Szombathely World Challenge Cup e ganhou a medalha de ouro no cavalo com alças. Kurbanov ganhou uma medalha de prata no cavalo com alças atrás de Matvei Petrov na Copa do Mundo de Osijek de 2021. Ele também ganhou a medalha de prata no cavalo com alças na Copa do Mundo de Doha de 2021. No Campeonato Mundial de 2021, ele terminou em quarto lugar na final do cavalo com alças, a apenas 0,134 de ganhar uma medalha.
Ele ganhou os títulos de cavalo com alças nas Copas do Mundo de Doha e Baku. Ele também ficou em sétimo lugar na Copa do Mundo de Cottbus e em oitavo na Copa do Mundo do Cairo. Ele foi o vencedor geral do cavalo com alças da série da Copa do Mundo FIG de 2022. Ele então ganhou a medalha de ouro do cavalo com alças na Szombathely World Challenge Cup. Então, no Campeonato Asiático, ele ganhou a medalha de prata no cavalo com alças atrás do jordaniano Ahmad Abu Al-Soud.
Kurbanov se inscreveu para competir na série da Copa do Mundo FIG de 2024, que serviu como uma qualificação olímpica. Os dois melhores ginastas elegíveis em cada aparelho ganhariam uma vaga olímpica, e o campo do cavalo com alças foi previsto para ser especialmente competitivo. No primeiro evento no Cairo, Kurbanov caiu do cavalo com alças, mas voltou para ganhar a medalha de ouro no segundo evento em Cottbus. Ele então terminou em quarto lugar nos eventos em Baku e Doha. Com esses resultados, Kurbanov terminou em segundo lugar geral e se classificou para as Olimpíadas de Verão de 2024. Kurbanov também competiu na série World Challenge Cup de 2024. No primeiro evento em Antalya, ele ganhou a medalha de prata no cavalo com alças por um décimo de ponto atrás de Ahmad Abu Al-Soud. Ele então ganhou a medalha de ouro no evento em Varna. Ele defendeu com sucesso seu título no Campeonato Asiático. Nas Olimpíadas, ele ganhou uma medalha de prata na prova do cavalo com alças, com uma pontuação de 15.433, atrás de Rhys McClenaghan da Irlanda.